# Liste der Ortschaften im Bezirk Ried im Innkreis
Die Liste der Ortschaften im Bezirk Ried im Innkreis enthält die 36 Gemeinden und ihre zugehörigen Ortschaften im oberösterreichischen Bezirk Ried im Innkreis. Stand Ortschaften: 1. Jänner 2022
Kursive Gemeindenamen sind keine Ortschaften, in Klammern der Status Markt bzw. Stadt. Die Angaben erfolgen im offiziellen Gemeinde- bzw. Ortschaftsnamen, wie von der Statistik Austria geführt.
- Andrichsfurt
  - Albertsedt
  - Baumgartling
  - Furt
  - Gehnbach
  - Irger
  - Krammern
  - Moosedt
  - Pesenreit
  - Pötting
  - Raschhof
  - Steingreß
  - Stelzham
  - Walchshausen
  - Weilhart

- Antiesenhofen
  - Mitterding
  - Ungerding
  - Viehausen

- Aurolzmünster (Markt)
  - Altenried
  - Danner
  - Edenbach
  - Forchtenau
  - Haging
  - Hofing
  - Kochreith
  - Lauterbrunn
  - Maierhof
  - Maria Aich
  - Schöndorf
  - Seyring
  - Weierfing

- Eberschwang (Markt)
  - Albertsham
  - Anetsham
  - Anhang
  - Antiesen
  - Aspach
  - Edt
  - Eichetsham
  - Feichtet
  - Felling
  - Fleischhacken
  - Greifenedt
  - Hausruck
  - Hof
  - Hötzing
  - Illing
  - Königsberg
  - Königsberger Straße
  - Leopoldshofstatt
  - Maierhof
  - Mitterbreitsach
  - Moos
  - Mühring
  - Oberbreitsach
  - Ötzling
  - Prinsach
  - Pumberg
  - Putting
  - Reinthal
  - Straß
  - Vocking
  - Walling
  - Wappeltsham
  - Wolfharting
  - Wörling

- Eitzing
  - Bankham
  - Ertlberg
  - Hofing
  - Kirchberg
  - Obereitzing
  - Probenzing
  - Sausack
  - Untereitzing
  - Ursprung
  - Wöppelhub

- Geiersberg
  - Gstöcket
  - Hinteregg
  - Kruglug
  - Leiten
  - Oberleiten
  - Oberrühring
  - Pramerdorf
  - Rödham
  - Rödt
  - Schernham

- Geinberg
  - Durchham
  - Ellreching
  - Hart
  - Haudering
  - Kager
  - Moosham
  - Neuhaus
  - Nonsbach
  - Oberaichet
  - Winten

- Gurten
  - Baumgarten
  - Dorf
  - Edt
  - Freiling
  - Itzenthal
  - Mittermoos
  - Oberndorf
  - Ranzing
  - Reiset
  - Schmalzberg
  - Schmiedhof
  - Wagnerberg

- Hohenzell
  - Aschbrechting
  - Breiningsham
  - Breitsach
  - Dürnberg
  - Emprechting
  - Engersdorf
  - Ficht
  - Gadering
  - Gonetsreith
  - Hilprechting
  - Kager
  - Langstadl
  - Leisen
  - Mauler
  - Oberham
  - Oberlemberg
  - Obermauer
  - Plöck
  - Ponner
  - Roith
  - Wanger
  - Willmerting
  - Wöging
  - Wötzling

- Kirchdorf am Inn
  - Graben
  - Katzenberg
  - Katzenbergleithen
  - Pirath
  - Simetsham
  - Ufer

- Kirchheim im Innkreis
  - Ampfenham
  - Buch
  - Edt
  - Federnberg
  - Grub
  - Kraxenberg
  - Ramerding
  - Rödham
  - Schacher

- Lambrechten
  - Augental
  - Baumgarten
  - Blindendorf
  - Breiningsdorf
  - Bruck
  - Ellerbach
  - Ellerbach bei Taiskirchen im Innkreis
  - Gerhagen
  - Gupfing
  - Kromberg
  - Messenbach
  - Neundling
  - Rabenstreit
  - Reichergerhagen
  - Reintal
  - Sittling
  - Stött
  - Winkl

- Lohnsburg am Kobernaußerwald (Markt)
  - Bergham
  - Felling
  - Fossing
  - Gunzing
  - Helmerding
  - Hochkuchl
  - Kemating
  - Kobernaußen
  - Kramling
  - Lauterbach
  - Lohnsburg
  - Magetsham
  - Mitterberg
  - Neulendt
  - Reintal
  - Schauberg
  - Schlag
  - Schmidham
  - Schönberg
  - Stelzen

- Mehrnbach
  - Abstätten
  - Aich
  - Asenham
  - Atzing
  - Aubach
  - Aubachberg
  - Baching
  - Bubesting
  - Dopplhub
  - Fritzging
  - Gigling
  - Käfermühl
  - Langdorf
  - Probenzing
  - Renetsham
  - Riegerting
  - Sieber
  - Steinbach
  - Stötten
  - Thaling
  - Zimetsberg

- Mettmach (Markt)
  - Arnberg am Kobernaußer Walde
  - Atzing
  - Berstenham
  - Bockenbach
  - Duttenberg
  - Gledt
  - Grading
  - Großenreith
  - Großweiffendorf
  - Gügling
  - Hub
  - Jagleck
  - Karlberg
  - Katzenberg
  - Kleinreith
  - Kleinweiffendorf
  - Kriegledt
  - Lehen
  - Mairing
  - Mitterdorf
  - Nagsdorf
  - Neulendt
  - Neundling
  - Nösting
  - Oberdorf
  - Scherwolling
  - Staxroith
  - Warmanstadl

- Mörschwang
  - Forsthub
  - Greifing
  - Großmurham
  - Moosböck
  - Möslwimm
  - Mühlberg
  - Rottenberg
  - Schalchham

- Mühlheim am Inn
  - Gimpling
  - Niederach
  - Stötting

- Neuhofen im Innkreis
  - Auleiten
  - Baumbach
  - Baumgarten
  - Bergetsedt
  - Gobrechtsham
  - Grillnau
  - Hauping
  - Holzleiten
  - Hörzing
  - Kohlhof
  - Langstraß
  - Leinberg
  - Niederbrunn
  - Oberleinberg
  - Ponneredt
  - Rettenbrunn
  - Spießberg
  - Wiesen

- Obernberg am Inn (Markt)
- Ort im Innkreis
  - Aichberg
  - Aigen
  - Bischelsdorf
  - Kammer
  - Kellern
  - Osternach
  - Stött

- Pattigham
  - Atzing
  - Daring
  - Dunzing
  - Haging
  - Hochkuchl
  - Hof
  - Oberbrunn
  - Pattighamried
  - Sankt Thomas
  - Schachen
  - Schwarzenbach
  - Senzenberg
  - Zeilach

- Peterskirchen
  - Aggstein
  - Böcklarn
  - Brenning
  - Dorf
  - Eschlried
  - Furt
  - Hilligan
  - Maierhof
  - Manhartsberg
  - Manhartsgrub
  - Mari
  - Maribach
  - Osternach
  - Untermauer
  - Wolketsedt

- Pramet
  - Altsommerau
  - Ecklham
  - Feitzing
  - Großpiesenham
  - Guggenberg
  - Gumpling
  - Gutensham
  - Hartlhof
  - Kleinpiesenham
  - Knirzing
  - Kronawitten
  - Lungdorf
  - Noxberg
  - Rödt
  - Schmieding
  - Windischhub

- Reichersberg (Markt)
  - Fraham
  - Hart
  - Hübing
  - Kammer
  - Linn
  - Minaberg
  - Münsteuer
  - Pfaffing
  - Sindhöring
  - Traxlham

- Ried im Innkreis (Stadt)
- Sankt Georgen bei Obernberg am Inn
  - Dietraching
  - Grub
  - Hofing
  - Hub
  - Krautsdorf
  - Niederweilbach
  - Nonsbach
  - Oberaichet
  - Pischelsdorf
  - Röfl
  - Ulrichstal
  - Wimm

- Sankt Marienkirchen am Hausruck
  - Baching
  - Grausgrub
  - Hatting
  - Hof
  - Jetzing
  - Kern
  - Kleinbach
  - Lehen
  - Manaberg
  - Obereselbach
  - Pilgersham
  - Stocket
  - Unering
  - Untereselbach

- St. Martin im Innkreis (Markt)
  - Breitenaich
  - Diesseits
  - Hofing
  - Hötzlarn
  - Jenseits
  - Karchham
  - Koblstadt
  - Sindhöring

- Schildorn
  - Aigen
  - Au
  - Auerding
  - Ebersau
  - Freidling
  - Kronawitten
  - Lehen
  - Litzlham
  - Marö
  - Ottenberg
  - Otzling
  - Parz
  - Piereth
  - Rampfen
  - Rendlberg
  - Sankt Kollmann
  - Schmidsberg
  - Streit
  - Weiketsedt
  - Weissenbrunn
  - Winkl
  - Wolfersberg

- Senftenbach
  - Berg
  - Bruck
  - Dobl
  - Furth
  - Langzaun
  - Ort
  - Reisedt
  - Sankt Ulrich
  - Stockham
  - Weindorf
  - Wolfau

- Taiskirchen im Innkreis (Markt)
  - Aichet
  - Altmannsdorf
  - Arling
  - Baumgarten
  - Brandstätten
  - Breitenried
  - Bruckleiten
  - Edtleiten
  - Ellerbach
  - Flohleiten
  - Gansing
  - Gotthalmsedt
  - Günzing
  - Helfingsdorf
  - Hohenerlach
  - Jebing
  - Jedretsberg
  - Kainzing
  - Kleingaisbach
  - Kühdobl
  - Lacken
  - Lindet
  - Petersham
  - Schatzdorf
  - Sittling
  - Tiefenbach
  - Unterbreitenried
  - Wiesenberg
  - Wietraun
  - Wohleiten
  - Wolfsedt
  - Zahra

- Tumeltsham
  - Aigen
  - Am Stadion
  - Eschlried
  - Fuchsleiten
  - Hannesgrub Nord
  - Hannesgrub Süd
  - Holnberg
  - Holzhäuseln
  - Lehen
  - Moosedt
  - Ottenbach
  - Pesenreith
  - Rabenberg
  - Schnalla
  - Schönfeld
  - Stöcklgras
  - Walchshausen

- Utzenaich
  - Aigen
  - Albertsedt
  - Antiesen
  - Dann
  - Dietarding
  - Dobl
  - Dulmading
  - Etting
  - Flöcklern
  - Gaisbach
  - Gunderpolling
  - Himmelreich
  - Murau
  - Rabenfurt
  - Reschenedt
  - Stelzham
  - Straß
  - Unterhaselberg
  - Weilbolden
  - Wilhelming
  - Wimm
  - Windhag
  - Wohlmuthen
  - Wolfstraß

- Waldzell
  - Bach
  - Baumgarten
  - Besendorf
  - Bleckenwegen
  - Brackenberg
  - Brandstatt
  - Brast
  - Breitwies
  - Dundeck
  - Edthelm
  - Födering
  - Gitthof
  - Hacksperr
  - Hartlberg
  - Höschmühl
  - Knechtsgern
  - Kohleck
  - Lerz
  - Maireck
  - Neffenedt
  - Nußbaum am Kobernaußer Walde
  - Reith
  - Roderer
  - Schratteneck
  - Schwendt
  - Straß
  - Weißenbrunn
  - Wirglau
  - Wirmling

- Weilbach
  - Detzlhof
  - Ellreching
  - Hinterweintal
  - Kirchberg
  - Kleinmurham
  - Klingersberg
  - Kölbl
  - Lindl
  - Neudorf
  - Oberweintal
  - Tal
  - Voitshofen

- Wippenham
  - Außerguggenberg
  - Bruck
  - Geretsdorf
  - Gundersberg
  - Mairing
  - Neuratting
  - Sieberting
  - Weinberg